# Quatuor Habanera
Le Quatuor Habanera est un quatuor de saxophones français formé en 1996.

## Membres
- Christian Wirth (saxophone soprano)
- Sylvain Malézieux (saxophone alto)
- Fabrizio Mancuso (saxophone ténor
- Gilles Tressos (saxophone baryton)